# Schoolexamen

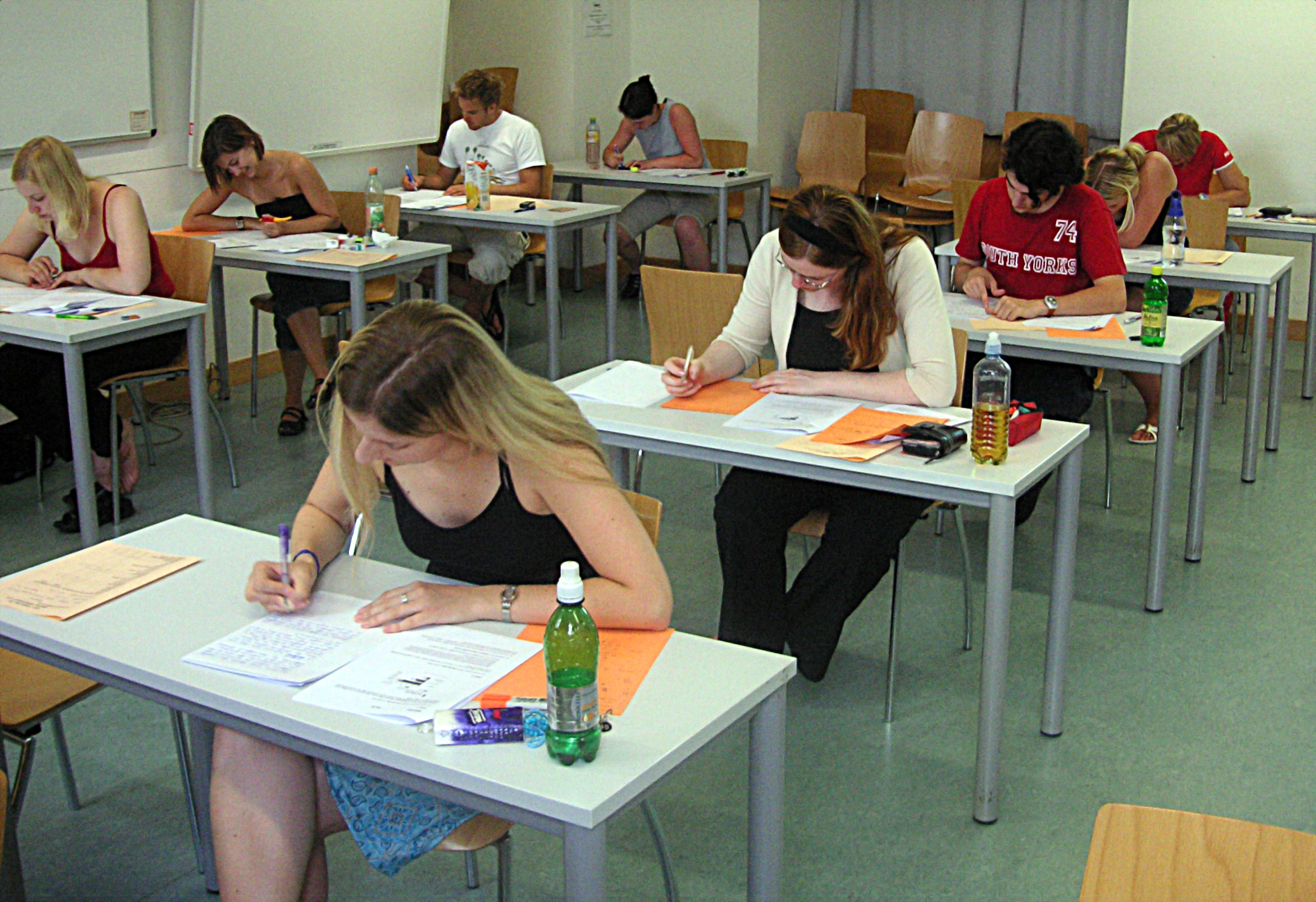
Tafelopstelling tijdens een schoolexamen

Het schoolexamen (SE), ook wel het programma van toetsing en afsluiting genoemd, is in Nederland het deel van het eindexamen dat over de gehele bovenbouw wordt afgenomen. Tot 2001 heette dit het schoolonderzoek bij mavo, havo en vwo oude stijl zonder profiel. Het schoolonderzoek mocht alleen tijdens een examenjaar plaatsvinden. Bij schoolonderzoek tellen de cijfers mee bij een examenjaar. Bij exacte vakken Natuurkunde en Scheikunde doen ze alleen de proeven.
In andere landen kan de term schoolexamen worden gebruikt voor elk examen dat door een school wordt afgenomen. In België bijvoorbeeld geldt elk examen als een schoolexamen omdat men geen andere examens kent.

## Algemeen
In de bovenbouw van het voortgezet onderwijs in Nederland bouwt de leerling voor ieder vak geleidelijk zijn eindcijfer op. Ieder cijfer dat meetelt in dit eindcijfer, noemt men een schoolexamencijfer. Bij vakken die geen centraal examen kennen, bepaalt dit opgebouwde schoolexamencijfer voor 100% het diplomacijfer. In 2020 gold deze regeling voor alle vakken, omdat dat jaar geen centrale examens konden worden afgenomen vanwege de coronapandemie die dat jaar uitbrak. Op deze manier konden de examenleerlingen van dat jaar zonder de Centrale Examens slagen en hun diploma ophalen.
In het schoolexamencijfer tellen schriftelijke toetsen (schoolexamentoetsen), PO's (praktische opdrachten; meestal werkstukken) en handelingsdelen (verplichte opdrachten) mee als deze als zodanig in het PTA (Programma van Toetsing en Afsluiting) staan vermeld.

## Vmbo
Voor het vmbo geldt dat het diplomacijfer wordt bepaald door het schoolexamencijfer (SE) en het centraalexamencijfer (CE).
Bepaalde vakken worden alleen met een schoolexamen afgesloten. Dit zijn maatschappijleer (1), kunstvakken 1 (inclusief ckv) en lichamelijke opvoeding. De laatste twee vakken moeten met een "goed" of met een "voldoende" zijn afgesloten. Maatschappijleer (1) wordt afgesloten met een cijfer en telt mee voor de slaag-/zakregeling.
De gekozen leerweg bepaalt uiteindelijk de opbouw van het diplomacijfer.
- Voor de basisberoepsgerichte leerweg (BB) geldt voor de berekening van het diplomacijfer: (SE + CE) / 2.
- Voor de kaderberoepsgerichte leerweg (KB), de theoretische (TL) en gemengde leerweg (GL) geldt: (SE + CE) / 2.

Het diplomacijfer wordt uiteindelijk afgerond tot een heel getal (5,49 gemiddeld wordt een 5 op het diploma).
Met ingang van 2012 geldt voor de basisberoepsgerichte leerweg dezelfde weging tussen het SE en CE als bij de andere leerwegen.
De wijze waarop het schoolexamencijfer wordt opgebouwd staat vermeld in het PTA/examenreglement dat iedere leerling die in het de laatste twee jaar van het vmbo zit (twee examenjaren in verband met de doorlopende leerlijn) voor 1 oktober van dat leerjaar moet ontvangen. Tevens dient de Onderwijsinspectie voor 1 oktober een exemplaar van het PTA te ontvangen.

## Havo/vwo
Voor de havo en het vwo geldt ongeveer hetzelfde.
Voor de vakken die niet met een centraal examen afgesloten worden, geldt dat het schoolexamencijfer ook direct het eindcijfer is. Voor vakken die wel een centraal examen hebben, geldt de formule (SE + CE) / 2.
Het schoolexamen wordt opgebouwd in de hele bovenbouw. Dit is voor de havo de laatste twee jaar (klas 4 en 5) en voor het vwo de laatste drie jaar (klas 4 tot en met 6). Veel cijfers voor toetsen en PO's (Praktische Opdrachten) tellen dan mee voor het SE. Voor handelingsdelen wordt in het algemeen geen cijfer gegeven, maar een beoordeling in O(nvoldoende), V(oldoende) of G(oed). Bij sommige handelingsdelen is het alleen V of O.
De handelingsdelen moeten allemaal voldoende zijn afgerond voor het schriftelijk examen, anders volgt uitsluiting voor dat examen.